# Urgences
Ne doit pas être confondu avec Situation d'urgence.
Pour les articles homonymes, voir Urgence (homonymie).
Pour la série télévisée, voir Urgences (série télévisée).

Utilisation des deux numéros d'appel d'urgence approuvés par l'UIT dans le monde :
112
911
112 et 911
Autre numéro ou pas de redirection

Dans le langage courant, les urgences sont le service d'un hôpital qui s'occupe de recevoir les malades et les blessés qui se présentent d'eux-mêmes, ou qui sont amenés par les services de secours (SAMU, pompiers, etc.). Dans la pratique, il existe tout un réseau mis en œuvre pour parer aux urgences médicales (dans toute la dimension bio-psycho-sociale du terme).
Comme tous les services constituant les fondements des « services publics » ils sont l'aboutissement de trois éléments qui vont déterminer son fonctionnement et son évolution : les conceptions philosophiques et scientifiques de l’urgence, les composantes socio-économiques (qui expliquent la nécessité de telles structures d’urgence et en limitent le coût) et l’organisation de ces structures préexistantes, leurs ressources, humaines et matérielles, et leur mode de fonctionnement.

## L’urgence médicale: un problème philosophique et scientifique
Malgré des réflexions séculaires (Hippocrate essayait déjà de définir l’urgence au Ve siècle avant Jésus-Christ), il était intéressant de constater « l’absence de définition médicale ou administrative du terme urgence ».
L'urgence médicale peut cependant se définir comme : « La perception de toute situation empirant rapidement, ou susceptible de le faire, sans intervention médicale ou même avec ».
Dans la pratique des urgences pré-hospitalières, l’hétérogénéité du concept d’urgence s’explique par sa variation selon quatre critères principaux :
- le flux des situations considérées comme urgentes : les priorités ne seront pas les mêmes selon que nous nous trouverons en face d’un cas isolé ou d’un afflux massif de blessés ;
- le type de problème rencontré : médicaux (« urgence vraie », tel un polytraumatisme, ou « urgence ressentie », à l’instar de fortes palpitations cardiaques) et/ou médico-sociaux (personnes âgées, peu insérées socialement, toxicomanes ou en état de détresse psychologique) ;
- la nécessité de prodiguer des soins techniques de qualité avec précocité : des cas de détresses graves (qui « ne représente qu’un faible pourcentage », malgré la racine grecque du terme urgence : urgens, signifiant pressée) ;
- la possession par le service mobile ou la proximité de matériels ou de structures adaptés à la situation (tel un plateau médico-technique).

Ainsi, les situations urgentes rencontrées sont très complexes. Au regard de la performance des nouvelles méthodes médicales de soins vis-à-vis du pronostic vital, la composante technique de la prise en charge de ces situations efface souvent le caractère unique de chacune d’elles.

## La dimension socio-économique
C’est le propre des sociétés occidentales de donner une importance considérable à l’urgence et à sa prise en charge : tout d’abord, c’est un problème largement amplifié par les médias ; il suffit de voir le rôle de catalyseurs qu’ils ont joué sur le soulèvement de conscience vis-à-vis des décès de personnes âgées au cours de la canicule de l’été 2003 en France.
Par ailleurs, la société tend aujourd’hui à rejeter sur les services d’urgences hospitalières et pré-hospitalières « tout ce qui l’encombre et la dérange ». En effet, il est facile pour la famille, les voisins et même pour la police ou les professionnels de santé de se décharger sur les services d’urgences lorsqu’ils sont face à une personne dont ils n’arrivent pas eux-mêmes à résoudre les problèmes médicaux, psychologiques ou sociaux.
De plus, auprès d’un public de plus en plus informé, les SMUR, tout comme les institutions hospitalières, se retrouvent face à une exigence accrue. D’ailleurs, à ce titre, ils s’inscrivent dans une démarche qualité.
Enfin, dans un contexte économique mondial perturbé, les systèmes de couverture santé sont sans cesse rediscutés du fait de leur coût. Les gouvernements n’ont eu de cesse de chercher à réduire « le coût de la santé » au plus juste. Le recours de plus en plus courant aux services d’urgences pèse, ainsi, un poids non négligeable dans la gestion économique de la santé.
D’ailleurs, certains États n'obligent pas le paiement des soins d'urgences ou organisent le remboursement de cette prise en charge dans le cadre de « l'entraide sociale » sans obligations d'avancer les frais. En France, la Caisse Maladie envoie à chaque assuré le détail des dépenses liées aux soins.

## L’organisation du réseau des urgences
Chaque État organise de façon spécifique ses services d'urgences au sein de différentes structures qui lui sont propres. L'ensemble de ces structures constitue un réseau. On peut, pour autant, mettre en évidence deux types de structures constantes dans une majorité d'États occidentaux et dans un bon nombre d'autres pays du monde. Nous évoquerons aussi les structures d'urgences sociales (tel le SAMU social) qui existent dans de nombreux pays sous différents noms.

### Harmonisation européenne
Le « 112 » devient en juin 2008 le numéro unique d’appel d’urgence - gratuit - en Europe (accessible de partout vers un opérateur qui traite l’appel, dont éventuellement en anglais dans 16 pays) en direct ou le réoriente vers un service d’urgence opportun. Ce numéro est accessible des téléphones fixes ou mobiles (même sans carte SIM dans le téléphone portable et même sans crédit dans le cas d'une carte prépayée) ou des cabines téléphoniques (même sans carte téléphonique).

## Par pays

### En France
Les 626 services des urgences en France ont reçu plus de 15 millions de personnes en 2008, soit 1 million de plus qu'en 2004.
La progression des besoins augmente fortement avec plus de 22 millions de passages aux urgences en France en 2019.
Comme les autres soins médicaux en France ils sont aussi payants.

### En Belgique
En Belgique, les services d'urgences des hôpitaux sont intégrés dans le fonctionnement de l'Aide médicale urgente.

### Aux États-Unis
Les années 1960 furent un tournant vers la mise en place des services d'urgence aux États-Unis. En 1961, en Virginie, James Mills et quelques collègues sont les premiers médecins généralistes à devenir urgentistes à temps complet. Cette expérience est un succès et d'autres médecins viennent à les imiter à travers le pays, quittant leur cabinet pour travailler aux urgences. John Wiegenstein crée en 1968-1969 l'American College of Emergency Physicians, qui a pour but de mieux former les médecins aux urgences.
À la fin des années 1960, la révolution était en marche vers une plus grande reconnaissance du rôle des urgences. Cependant certains médecins jugeaient que les urgences n'étaient pas dignes de devenir une spécialité car elles n'avaient pas de statut scientifique. Les urgences attiraient un certain type de docteurs, des non-conformistes, ce qui entraînait des tensions avec d'autres médecins. La guerre du Viêt Nam joua un rôle dans l'amélioration de la prise en charge pré-hospitalière. Sur le front, des médecins étaient intégrés aux troupes et prêts à traiter les soldats dès qu'ils étaient blessés et à les rapatrier très rapidement vers les hôpitaux. L'évacuation des blessés dans le civil n'était pas aussi élaborée. Certains médecins avaient conscience de ce contraste. Eugene Nagel met en place en 1967 un système de communication radio pour relier les pompiers sur le terrain et les médecins dans les urgences : ce système devait permettre de commencer le diagnostic et les soins avant d'arriver à l'hôpital. Ces unités mobiles sont alors appelées Paramedics.
Dans l'Illinois, un service d'urgences fut mis en place à l'échelle de l'état et servit de modèle pour une loi votée sous Nixon en 1973 et visant à établir des services d'urgence partout dans le pays. Beaucoup d'argent fut débloqué pour l'achat de matériel et la formation des Paramedics. En 1979, les urgences deviennent une spécialité reconnue. Deux séries télévisées emblématiques popularisent le travail des urgentistes et des paramedics à l'époque : Emergency! et Mash.
Au début des années 1980, les urgences étaient reconnues comme une spécialité. Mais les urgentistes avaient d'autres combats à mener. En particulier, les patients qui n'avaient pas d'assurance maladie pouvaient se voir refuser l'accès aux soins dans certains services d'urgences, notamment dans des hôpitaux privés. Ces patients étaient alors conduits dans les services d'urgence publics. Arthur Kellerman dénonça ces pratiques et une loi fut votée, obligeant tous les services d'urgences à accueillir les patients quels que soient leurs moyens financiers.